# Rígas Feréos
Rígas Feréos (grec moderne : Ρήγας Φεραίος) est un dème situé dans la périphérie de Thessalie en Grèce. Le dème actuel est issu de la fusion en 2011 entre les dèmes de Feres, de Karla et de Keramídi.
Il est nommé ainsi en l'honneur de Rígas Feréos.